# Colore terziario

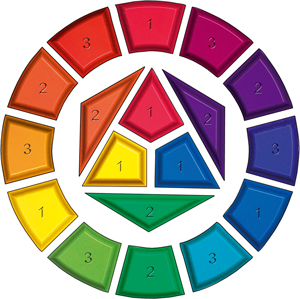
Cerchio cromatico di Itten nello storico modello di colore RYB: i colori primari sono indicati con il numero 1, quelli secondari con 2 e quelli terziari con 3.

Il colore terziario è un colore idealmente ottenuto mescolando colori primari in quantità disomogenee. Il concetto di colore terziario si diffonde grazie al lavoro del pittore e docente Johannes Itten che ha proposto nel 1961 una personale teoria del colore.
Secondo Itten, il colore terziario viene prodotto mescolando in quantità uguali un colore secondario e un primario, o analogamente due colori primari con diversa quantità, 1/4 e 3/4. Questa mescolanza di pigmenti porta tuttavia ad ottenere colori poco brillanti e distanti da quelli teorici: lo spazio colori adottato da Itten e altri autori è il modello di colore RYB, che è un'approssimazione del modello CMYK (il quale costituisce insieme modello RGB il moderno spazio dei colori).

## Esempi
- blu + rosso + rosso = rosso violaceo[1]
- blu + giallo + giallo = verde giallognola[1]
- rosso + blu + blu = viola bluastro[1]
- rosso + giallo + giallo = giallo aranciato[1]
- giallo + blu + blu = blu verdastro[1]
- giallo + rosso + rosso = rosso aranciato[1]